# Mu'taziliter
Mu'taziliter (arabiska المعتزلة al-mu`tazilah, De som drar sig tillbaka eller De som bryter med) är en teologisk skola inom islam som utvecklades under 700- och 800-talet, och som åter fått aktualitet inom islamisk modernism och liberal islam. Mu'taziliter är politiska eller religiösa neutralister. Namnet uppkom först under tidig islamisk historia vid tvisten om Alis ledarskap i det muslimska samhället (umma) efter att den tredje kalifen Uthman hade mördats år 656. De som inte fördömde eller stöttade Ali eller hans motståndare, men som tog en mittenposition kallades mu'taziliter.

## Tro
Mu'tazilit var först ett något svävande uttryck för alla som försvarade en förnuftsbaserad teologi. Senare smalnade begreppets innehåll till att beskriva de som accepterade de fem lärosatser som förekommer i inriktningen. Mest diskuterade och debatterade var de två första punkterna som sågs som mest radikala. 

### De fem lärosatserna

#### 1. Guds enhet
Mu'taziliterna såg beskrivningar av Gud i Koranen som symboliska (Guds hand, Gud sittande på tronen, Gud den Seende, den Hörande, osv). Man skilde inte på Guds olika attribut och hans väsen. Han var ett och allt annat var endast ett förenklat, symboliskt sätt att beskriva honom för människan. De motsatte sig också tanken på att Koranen var evig. Enligt dem skapades Koranen i samband med profetens uppenbarelser.
Problemen/kritik gällde just huruvida man skulle tolka koranen bokstavligt eller symboliskt och om den var skapad eller evig. 

#### 2. Guds Absoluta rättvisa
Mu'taziliterna var arvtagare till kharijiternas stränga rättssyn. Mu'taziliterna försvarade också tanken på människans fria vilja emot predestinationstanken. Gud visade den rätta vägen men lämnade människorna fria att välja mellan ont och gott och på så sätt förtjäna sin plats i paradiset eller i helvetet. 
Problem/kritik i diskussionen var till exempel vad som gällde barn som dog så unga att de inte hunnit påverka sitt liv efter detta. Skulle de hamna i paradiset, helvetet eller på någon tredje plats som varken belönade eller straffade. 

#### 3. Löftet och hotet
Gud var tvungen att fullfölja konsekvenserna av människornas handlingar genom att belöna med paradiset eller att bestraffa med helvetet. Annars vore han inte en rättvis Gud.
Problem/kritik innefattade skillnader på en liten synd och större synder. Borde allt bestraffas lika? Även tanken på att Gud var underställd en ”högre rättvisa” ifrågasattes av andra grupper som ansåg att ”vad Gud ansåg rätt – var rätt”.

#### 4. Mellanpositionen
Mu'taziliterna ansåg att muslimer som begått grova synder och dött utan att hunnit ångra sig inte kunde betraktas som rättroende längre men inte heller som icke-troende. Deras öde måste bli helvetet. Dock hamnar de i ett mindre hemskt helvete eftersom de faktiskt har trott på den sanna Guden och eventuellt utfört goda handlingar innan sina synder. Detta var en kompromissande position mellan andra muslimska grupper som såg syndaren antingen som fortsatt troende eller inte längre troende. 

#### 5. Krav på det goda och förbud av det onda
Detta förstods av mu'taziliter som ett krav att aktivt försvara det goda och rättfärdiga medan man motarbetade det onda eller orättvisa med ”tunga, hand och svärd” vid alla tillfällen man kunde. Det kunde leda till allt från protester mot grannens omoraliska leverne till revolt mot en ledare.

### Bakgrund
Under början av 800-talet påbörjades ett omfattande översättningsarbete av grekiska texter i Bagdad under kalif al-Ma'muns regering. Det var en intellektuell och vetenskaplig blomstringsperiod då man intresserade sig för ”de nyttiga kunskaperna” som medicin, matematik, teologi och filosofi. De som arbetade med dessa översättningar påverkades av innehållet och resultatet blev inte bara rena översättningar utan även nya verk som diskuterade filosofin och logiken i förhållande till islamiska läror. Att logisk och med förnuftsmässiga resonemang försöka förklara teologi kallas på arabiska "kalam". Motsättningar inom olika muslimska grupper och muslimernas möte med andra religioner skapade heta debatter inom teologin där Dirar ibn-Ámr var en av de första ledarna för kalam. Mu'taziliterna blev hans efterföljare. Religionen blev statsreligion mellan 820 och 850. Tanken på en skapad Koran öppnade möjligheten att hävda att härskarna var gudomligt inspirerade och kunde i sin tur ifrågasätta de koranlärdas (ulamas) anspråk på att sitta inne med ”den enda sanningen”. På så vis gjordes under denna period politiska försök till försoning mellan shiiter och sunniter. Från 1000-talet och framåt tappade mu'taziliterna alltmer mark och försvann men deras idéer och läror lever vidare i andra inriktningar och påverkar fortfarande den islamiska tron.